# Brad Cole
Bradley Cole, detto Brad (Brandon, 21 ottobre 1986), è un hockeista su ghiaccio canadese, di ruolo difensore.

## Biografia
Dopo l'esperienza giovanile nella Western Hockey League con le maglie di Seattle Thunderbirds, Kootenay Ice e Saskatoon Blades, Cole sottoscrisse il 22 maggio 2007, un contratto triennale coi Calgary Flames; fece il suo esordio nell'hockey su ghiaccio professionistico in American Hockey League con la squadra satellite dei Quad City Flames nella stagione 2007-2008, rimanendovi anche in quella successiva. Nella stagione 2009-2010 rimase in AHL, ma agli Abbotsford Heat.
Nel 2010-2011 passò invece in ECHL coi Greenville Road Warriors, dove rimase una stagione da capitano alternativo prima di trasferirsi in Europa per due stagioni: nella EBEL ha vestito le maglie di Olimpija Ljubljana (con cui ha disputato parallelamente alla lega sovranazionale anche il campionato sloveno, vincendolo) e Villacher SV.
Nell'estate del 2013 ha fatto ritorno ai Road Warriors, anche questa volta per una sola stagione e con i gradi di capitano alternativo; nella successiva si accasò agli Alaska Aces, sempre in ECHL.
Nel 2015-2016 fece ritorno in Europa, questa volta nel massimo campionato italiano, al Renon, con cui vinse lo scudetto prima di annunciare il ritiro.
Fece ritorno in Canada, dove trovò impiego come coordinatore della sicurezza in un'impresa di costruzioni; si rese tuttavia disponibile a tornare sul ghiaccio con la squadra altoatesina per disputare la successiva Continental Cup, giocando i sei incontri (tre del girone di semifinale e tre della Super Final), oltre ad una partita di campionato.
Il suo rientro al Renon divenne definitivo nell'estate 2017. In questa terza stagione con gli altoatesini vinse di nuovo il titolo italiano.
A fine stagione è tornato in Canada, per militare nella lega seniores North Centrale Hockey League coi Miniota-Elkhorn C-Hawks.

## Palmarès
- Campionato sloveno: 1

Olimpija Lubiana: 2011-2012
- Campionato italiano: 2

Renon: 2015-2016, 2017-2018